# Rui (watergang)
Een rui is een open stadsgracht, die dienstdoet/deed voor transport binnen de stad. In de middeleeuwen werd de rui eveneens gebruikt als open riool, waardoor epidemieën konden ontstaan.
In de 19e eeuw werden in vele steden de ruien overwelfd, waardoor enkel de rioolfunctie overbleef, bijvoorbeeld de Antwerpse ruien, waar ondergrondse boottochten in de ruien nog steeds een toeristische attractie vormen. Andere steden lieten de grachten open voor transport en maakten een apart netwerk voor riolering, zoals de Brugse reien en de Amsterdamse grachten.